# Picardiella shelfordi
Picardiella shelfordi är en stekelart som först beskrevs av Cameron 1902.  Picardiella shelfordi ingår i släktet Picardiella och familjen brokparasitsteklar. Inga underarter finns listade i Catalogue of Life.